# Nesopelops samoaensis
Nesopelops samoaensis är en kvalsterart som beskrevs av Hammer 1973. Nesopelops samoaensis ingår i släktet Nesopelops och familjen Phenopelopidae. Inga underarter finns listade i Catalogue of Life.